# Dariusz Pasieka
Dariusz Pasieka (ur. 3 sierpnia 1965 w Chojnicach) – polski piłkarz występujący niegdyś na pozycji obrońcy, obecnie trener.

## Kariera
Dariusz Pasieka swoją profesjonalną karierę zaczynał w klubie Chojniczanka Chojnice. Następnie trafił do Zawiszy Bydgoszcz. W barwach tego klubu rozegrał 118 spotkań w polskiej I lidze, strzelił w nich 15 bramek. W następnych latach występował w Nea Salamina Famagusta. Później przeniósł się do Dynama Drezno. Jego ostatnim klubem w karierze piłkarskiej był SV Waldhof Mannheim. W tym zespole również zaczął karierę trenerską, był grającym asystentem. Następnie trenował i był asystentem w kilku innych klubach niemieckich. 19 sierpnia 2009 roku podpisał kontrakt z Arką Gdynia. 23 marca 2011 Arka Gdynia rozwiązała z nim kontrakt. Od 22 września 2011 do 6 marca 2012 trener Cracovii.